# Espectro de um anel
Em álgebra abstrata e em geometria algébrica, o espectro de um anel comutativo {\displaystyle A}, denotado por {\displaystyle \operatorname {Spec} (A)}, é o conjunto de todos os ideais primos de {\displaystyle A}. Geralmente, acrescenta-se a topologia de Zariski e com uma estrutura feixe, tornando-o a em um espaço localmente anelado.

## Topologia de Zariski
Para um ideal {\displaystyle I} de {\displaystyle A}, defina {\displaystyle V_{I}} como o conjunto de ideais primos contendo {\displaystyle I}. Pode-se colocar uma topologia em {\displaystyle \operatorname {Spec} (A)} definindo a coleção de conjuntos fechados como
{\displaystyle \{V_{I}\colon I{\text{ é um ideal de }}A\}.}
Esta topologia é chamada de Topologia de Zariski.
Uma base para a topologia de Zariski pode ser construída da seguinte forma: Para {\displaystyle f\in A}, defina {\displaystyle D_{f}} como o conjunto de ideais primos de {\displaystyle A} que não contém {\displaystyle f}. Então cada {\displaystyle D_{f}} é um subconjunto aberto de {\displaystyle \operatorname {Spec} (A)} e {\displaystyle \{D_{f}:f\in R\}} é uma base para a topologia de Zariski.
O {\displaystyle \operatorname {Spec} (A)} é um espaço compacto, mas quase nunca é Hausdorff: de fato, os ideais maximais em {\displaystyle A} são precisamente os pontos fechados nesta topologia. No entanto, {\displaystyle \operatorname {Spec} (A)} sempre é um espaço de Kolmogorov, e também é um espaço espectral.